# Good 2B Alive
Good 2B Alive è il quarto album in studio del gruppo musicale statunitense Steelheart, pubblicato nel 2008 dalla Steelheart Records.

## Il disco
Le tracce LOL, Buried Unkind e Twisted Future erano precedentemente apparse nell'EP promozionale Just a Taste pubblicato nel 2006.
Michael Matijevic ha suonato tutte le parti di chitarra ritmica (sia elettriche che acustiche), ad eccezione di Shine a Light for Me dove Uros Raskovski ha eseguito le parti sia ritmiche che soliste. Matijevic ha inoltre suonato le parti di chitarra solista nei brani LOL e Underground.
Le parti di chitarra solista nei brani You Showed Me How to Love e Good 2B Alive sono prese da sessioni demo registrate da Matijevic e Uros Raskovski agli Steelheart Studios nel 2005.
Nonostante venga accreditato nelle note dell'album, il bassista Rev Jones ha suonato solo nelle tracce Twisted Future e Good 2B Alive. Le restanti parti di basso sono state eseguite dal turnista Sigve Sjursen.

## Tracce
Testi e musiche di Michael Matijevic.
1. Samurai – 5:32
2. LOL – 4:02
3. Buried Unkind – 4:55
4. Twisted Future – 5:10
5. I Breathe – 5:59
6. Shine a Light for Me – 4:21
7. Underground – 4:44
8. You Showed Me How 2 Lv – 6:06
9. Good 2B Alive – 5:52
10. Good 2B Alive (versione acustica) – 5:23 – traccia bonus

## Formazione
- Michael Matijevic – voce, chitarra ritmica, chitarra solista in LOL e Underground
- Uros Raskovski – chitarra solista, chitarra ritmica in Shine a Light for Me
- Sigve Sjursen – basso
- Rev Jones – basso in Twisted Future e Good 2B Alive
- Mike Humbert – batteria, percussioni

Altri musicisti
- Edward Roth – tastiere
- John Dirth – tromba
- Bobby Reed – flauto, clarinetto
- Joseph Edelberg – violino
- Anna Matijasic – violino
- Jenny Bifano – violino
- Alice Talbot – violino
- Karen Shinozaki – violino
- Cary Koh – violino
- Lind Ghidossi-Deluca – viola
- Don Erlich – viola
- Devon Malone – violoncello
- Joseph Hebert – violoncello
- Barbara Christmann – arrangiamento strumenti a corda in Twisted Future